# E107
e107 (stilizirano z malo začetnico) je odprtokodni sistem za upravljanje spletnih vsebin. Napisan je v programskem jeziku PHP, za shranjevanje pa uporablja podatkovne baze MySQL. Je popolnoma prilagodljiv in brezplačen. Spletna stran ima sistem za upravljanje uporabnikov, ki omogoča razdelitev spletne strani na več področij. Tipična področja so tako:
- Administratorski vmesnik
- Javne strani
- Strani za skupine

Vsebuje tudi veliko dodatkov (»pluginov«) ki razširjajo njegove osnovne funkcionalnosti. Že osnovna postavitev sistema vsebuje nekatere razširitve - klepetalnico, RSS, forum, koledar dogodkov..., več je dostopnih na spletni strani projekta.
Delo je prosto dostopno po določilih splošnega dovoljenja GNU (GNU GPL).

## Osnovne zahteve
Osnovne zahteve za poganjanje sistema e107 so:
- Spletni strežnik z PHP 4.3.0 (ali novejšim) MySQL 3.22 (ali novejši - 4.1 ali novejši je priporočljiv).
- Najmanj 10MB prostora na spletnem strežniku.
- Registrirana domena.
- Računalnik z FTP klientom.

## Razvoj

### Zgodovina
- 2001: Začne se razvoj sistema.
- April 2002: Prva različica izide 26. Aprila 2002
- Julij 2002: 2. Različica izide 21.7.2002
- Julij 2002: 3. Različica izide 30.7.2002
- September 2002: 4. Različica izide 4.9.2002
- September 2002: 5. Različica izide 26.9.2002
- Maj 2003: Ustanovljena je stran e107coders.org
- Maj 2003: Sprejeto je novo označevanje verzij sistema
- Julij 2003: Različica 0.600 izide 30.7.2003
- Marec 2004: Ustanovljena je nova ekipa programerjev
- Januar 2006: Različica 0.7 izide 16.1.2006

### Prihodnost
Zadnja različica sistema e107 nosi oznako 0.7.24 in je izšla 23. Septembra 2010. Kljub temu, da občasno izhajajo varnostni popravki z verzije 0.7.* je v izdelavi že naslednja večja prenova – verzija 0.8 .